# Francisco Gil Díaz

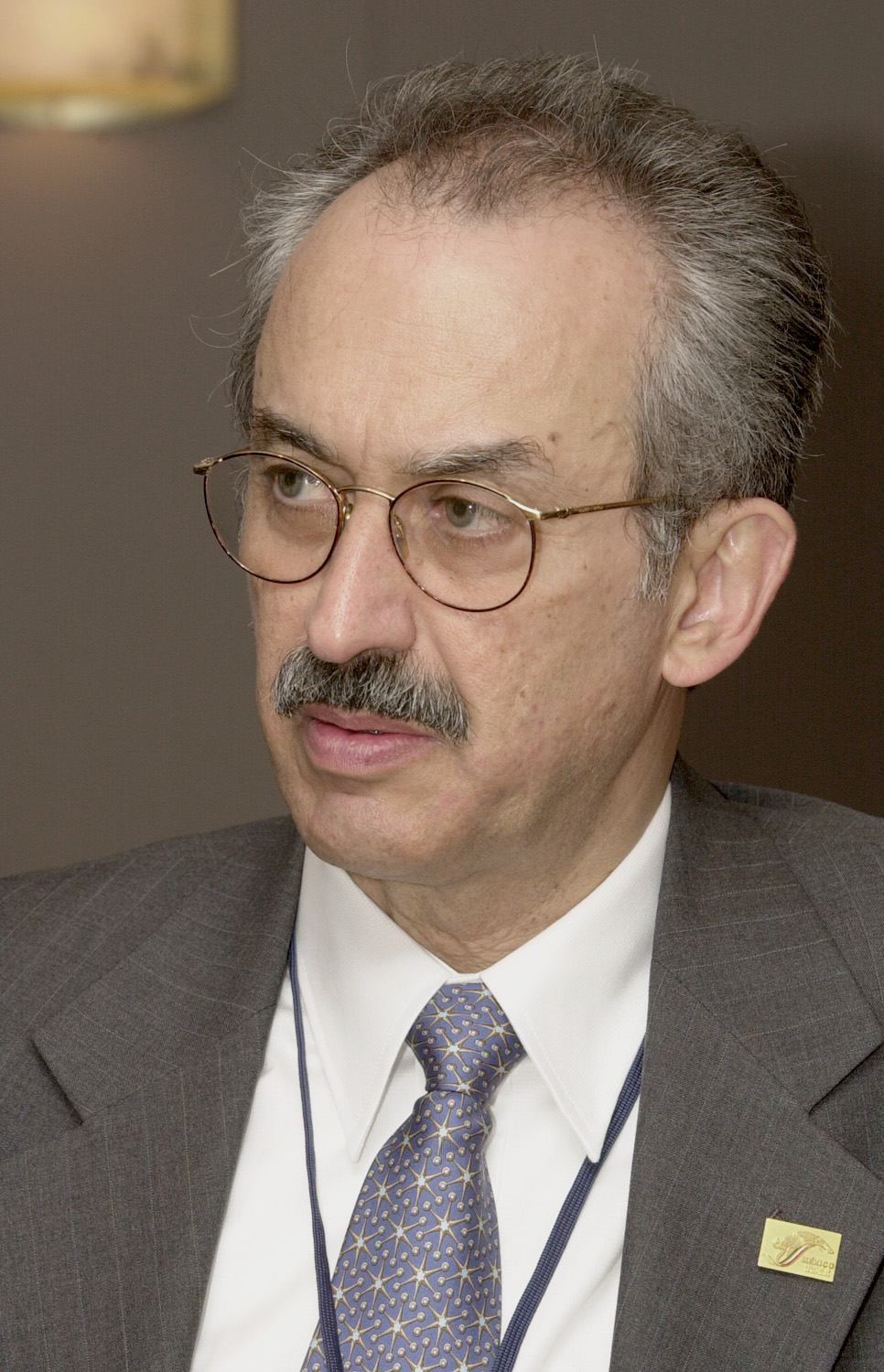
Franscisco Gil Diaz

Francisco Gil Díaz (geboren Mexico-Stad, 2 september 1943) is een Mexicaans econoom.
Hij is een voormalig docent aan Instituto Tecnologico Autonomo de Mexico. Van 1994-1997 was hij Sub-gouverneur van de Mexicaanse Centrale Bank. Van 1997 tot 2000 was hij CEO van het telecommunicatiebedrijf Avantel. Van 2000 tot 2006 was minister van financiën.
- International Standard Name Identifier: 0000 0000 8438 1146
- Library of Congress Control Number: n87873397
- Nederlandse Thesaurus van Auteursnamen: 129442860
- Virtual International Authority File: 95924773
- WorldCat: E39PBJdRBHV6mwgDMXVbGfcQMP